# 日本宇宙生物科学会
一般社団法人日本宇宙生物科学会（にほんうちゅうせいぶつかがくかい、英語：Japanese Society for Biological Sciences in Space）は、宇宙生物科学およびそれに関連する分野の学術研究を振興し、宇宙的視野に立つ生物科学を確立するため1987年に設立された学会。生物科学学会連合および日本地球惑星科学連合に加盟している。
事務局を東京都新宿区天神町78に置いている。

## 事業
学術集会の定期的開催、研究成果の刊行、宇宙生物科学に関する連絡、本会の学術分野で貢献のあった者の表彰など。

## 主な出版物
- 佐藤温重『宇宙環境と生命 - 宇宙生物学への招待』 裳華房 2009年
- 井口洋夫監修『我が国の宇宙実験 - 成果と教訓』 宇宙航空研究開発機構 2005年
- 井口洋夫監修 『我が国の宇宙実験 - 成果と教訓』 宇宙航空研究開発機構 2005年
- 森滋夫『宇宙とからだ - 無重力への挑戦』南山堂 1998年
- 『日学選書5　今動物学がおもしろい - 宇宙と地球生物』（財）日本学術協力財団
  - （宇宙と地球生命：毛利衛、向井さんのお供をしたメダカたち：井尻憲一、宇宙での動物の生殖と発生：小池元・山下雅道・浅島誠、動物の行動と重力：最上善広、細胞はどのようにして重力を感ずるか：佐藤温重、植物はどのように重力を感ずるか：保尊隆享・増田芳雄、宇宙環境と人間：渡邉悟、宇宙でのライフサイエンス：長岡俊治）
- 日本宇宙生物科学会, 奥野 誠, 馬場 昭次, 山下 雅道 編『生命の起源をさぐる　宇宙からよみとく生物進化』東京大学出版会 2010年